# Desmomys yaldeni
Desmomys yaldeni  (Lavrenchenko, 2003) è un roditore della famiglia dei Muridi endemico dell'Etiopia.

## Descrizione

### Dimensioni
Roditore di piccole dimensioni, con la lunghezza della testa e del corpo tra 117 e 132 mm, la lunghezza della coda tra 141 e 145 mm, la lunghezza del piede tra 27 e 29 mm, la lunghezza delle orecchie tra 17,5 e 18 mm e un peso fino a 49 g.

### Aspetto
La pelliccia è alquanto ruvida. Le parti superiori sono marroni, cosparse di peli grigi alla base e neri in punta, mentre le parti ventrali sono biancastre, con la base dei peli grigia e con una striscia longitudinale centrale giallastra. Le orecchie sono nerastre, ricoperte internamente di piccoli peli rossastri. Il dorso delle zampe anteriori è rossicci nerastro, le dita e gli artigli sono neri, mentre il dorso dei piedi è nero. La coda è più lunga della testa e del corpo ed è ricoperta di piccoli peli nerastri sopra e giallastri sotto. Il cariotipo è 2n=52 FN=62.

## Biologia

### Comportamento
È una specie parzialmente arboricola.

## Distribuzione e habitat
Questa specie è diffusa in due località dell'Etiopia sud-occidentale.
Vive in foreste umide afro-montane secondarie con prevalenza di specie parassite di Ficus e sottobosco di Coffea arabica tra 1.200 e 1.930 metri di altitudine.

## Conservazione
La IUCN Red List, considerato l'areale limitato e il declino dell'habitat montano dove vive, classifica D.yaldeni come specie in pericolo (EN).